# Conus quasimagnificus
Conus quasimagnificus é uma espécie de gastrópode do gênero Conus, pertencente a família Conidae.